# Серафим (Пасанаев)
Епи́скоп Серафи́м (в миру Евге́ний Леони́дович Пасана́ев; род. 24 апреля 1968, Йошкар-Ола) — священнослужитель Русской православной церкви, епископ Минусинский и Курагинский.

## Биография
По окончании восьмилетней школы города Козьмодемьянска в 1983 году был зачислен на учёбу в среднее профессионально-техническое училище № 22 села Арды Килемарского района, в котором проучился до 1986 года. С 1986 по 1988 годы проходил службу в рядах Советской Армии. В 1990 году поступил в Музыкальное училище имени И. С. Палантая в Йошкар-Оле. По окончании училища в 1992 году продолжил обучение в Саратовской государственной консерватории имени Л. В. Собинова
В 1997 году поступил в Саратовскую духовную семинарию, которую окончил в 2000 году. После этого был назначен на должность помощника проректора Саратовской духовной семинарии по воспитательной работе.
В 2001 году вернулся в Йошкар-Олу и был принят на должность миссионера в Йошкар-Олинской епархии.
В 2005 году заочно окончил Московскую духовную академию, а в 2007 году защитил кандидатскую диссертацию на тему: «История христианского просвещения Марийского края в XX веке».
19 августа 2007 года в Богородице-Рождественском храме села Семёновка архиепископом Йошкар-Олинским и Марийским Иоанном (Тимофеевым) рукоположен в сан диакона. 21 сентября этого же года там же тем же архиереем был рукоположен в сан священника. Служил в Успенском храме города Йошкар-Ола.
3 апреля 2010 года архиепископом Йошкар-Олинским и Марийским Иоанном (Тимофеевым) пострижен в монашество с именем Серафим в честь преподобного Серафима Вырицкого.
В 2015 году назначен на должность секретаря Йошкар-Олинского епархиального управления.
12 марта 2024 года решением Священного Синода РПЦ избран епископом Минусинским и Курагинским.
17 марта 2024 года в храме Рождества Пресвятой Богородицы села Семёновка в Йошкар-Оле митрополитом Йошкар-Олинским и Марийским Иоанном (Тимофеевым) был возведён в сан архимандрита
27 апреля 2024 года в храме Христа Спасителя города Москвы была совершена его хиротония во епископа Минусинского и Курагинского которую совершили Патриарх Кирилл, митрополит Воскресенский Григорий (Петров), митрополит Красноярский и Ачинский Пантелеимон (Кутовой), митрополит Йошкар-Олинский и Марийский Иоанн (Тимофеев), епископ Балашовский и Ртищевский Тарасий (Владимиров), епископ Норильский и Туруханский Агафангел (Дайнеко), епископ Волжский и Сернурский Феофан (Данченков), епископ Енисейский и Лесосибирский Игнатий (Голинченко), епископ Раменский Алексий (Туриков)